# Adam Gnezda Čerin
Adam Gnezda Čerin, slovenski nogometaš, * 16. julij 1999, Postojna.
Gnezda Čerin je slovenski profesionalni nogometaš, ki igra na položaju vezista. Od leta 2022 je član grškega Panathinaikosa, od leta 2020 pa slovenske reprezentance. Pred tem je igral za Domžale, 1. FC Nürnberg in Rijeko ter slovensko reprezentanco do 16, 17, 18, 19 in 21 let.